# Solariopsis
Solariopsis är ett släkte av skalbaggar. Solariopsis ingår i familjen vivlar.
Kladogram enligt Catalogue of Life:
| Solariopsis | \| \| Solariopsis elusa \| \| \| \| \| \| Solariopsis nanella \| \| \| \| \| \| Solariopsis punctaticollis \| \| \| \| |
|             | \| \| Solariopsis elusa \| \| \| \| \| \| Solariopsis nanella \| \| \| \| \| \| Solariopsis punctaticollis \| \| \| \| |
|             | Solariopsis elusa |
|             | |
|             | Solariopsis nanella |
|             | |
|             | Solariopsis punctaticollis                                                                                             |
|             | |